# Пчельники (Воронежская область)
Пчельники — село в Рамонском районе Воронежской области.
Входит в состав Ступинского сельского поселения.

## География
Населенный пункт Пчельники расположен на востоке Ступинского сельского поселения. Село является экопоселением. Оно находится у границы Воронежского государственного заповедника.

### Улицы
- ул. Заповедная
- ул. Ленина
- ул. Лесная
- ул. Луговая
- ул. Мира
- ул. Совхозная
- ул. Центральная

## Население
| 1859 | 1897  | 2010 |
| ---- | ----- | ---- |
| 800  | ↗1262 | ↘56  |